# Museo Casa de la Memoria Indómita
El Museo Casa de la Memoria Indómita es un recinto museográfico de la Ciudad de México, dedicado a las víctimas de desaparición forzada de México, especialmente aquellos ocurridos durante el periodo del terrorismo de Estado en México. Se ubica en un inmueble de la calle Regina del Centro Histórico de la Ciudad de México gestionado por El Comité ¡Eureka!.